# Мурхин
Мурхин (нем. Murchin) — община в Германии, районный центр, расположен в земле Мекленбург-Передняя Померания.

## Географическое положение
Посёлок Мурхин находится приблизительно в 5 километрах северо-северо-восточнее Анклама и в 15 километрах южнее Вольгаста, а также отдалён от Цюссова на 14 километров в юго-восточном направлении. Южная и западная часть общины покрыта лесом, север и восток полями. Вдоль южной части района протекает река Пене. Юг района заболочен отдан в распоряжение заповедника «Пенемоор унд Шадефере» (нем. Peenemoor und Schadefähre).

## Административное деление

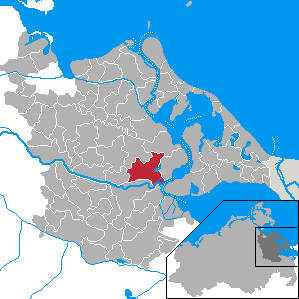
Положение района Мурхин на карте Восточной Передней Померании.

Община входит в состав района Восточная Передняя Померания. До 1 января 2005 года Мурхин был частью управления Амт Цитен (нем. Amt Ziethen), но в настоящее время подчининён управлению Амт Цюссов (нем. Amt Züssow), с штаб-квартирой в Цюссове.
Идентификационный код субъекта самоуправления — 13 0 59 065.
Площадь занимаемая административным образованием Мурхин, составляет 46,26 км².
В настоящее время община подразделяется на 5 сельских округов.
- Лентшов (нем. Lentschow)
- Либнов (нем. Libnow)
- Мурхин (нем. Murchin)
- Пиннов (нем. Pinnow)
- Рельцов (нем. Relzow)

## Население
По состоянию на 31 декабря 2006 года население посёлка составляет 883 человека. Средняя плотность населения таким образом равна 19 человек на км².
В пределах сельских округов жители распределены следующим образом.
| Мурхин Рельцов Пиннов Лентшов Либнов | 320 человек 222 человека 175 человек 83 человека 83 человека |

## Транспорт
Через посёлок проходит федеральная дорога 110 (нем. Bundesstraße 110 (B 110)), которая примерно в четырёх километрах к юго-западу примыкает к федеральной дороге 109 (нем. Bundesstraße 109 (B 109)).

## Достопримечательности
- Заповедник Пенемоор
- Церковь из обожженого кирпича от 1604 года
- Железнодорожный подъёмный мост «Карнин» (нем. Karnin)
- Помещичий дом XV века в Рельцове